# Utena
Utena (thị xã) là một thành phố ở đông bắc Litva. Thành phố là trung tâm hành chính của huyện Utena và hạt Utena, khu tự quản huyện Utena. Đây là thành phố lớn thứ quốc gia này. Thành phố Utena có dân số 33.860 người (theo điều tra dân số năm 2008, so với 32.572 người năm 2001), diện tích km2. Thị xã được lập năm 1599. Tên gọi của thành phố có lẽ xuất phát từ một hydronym Tên của khu định cư đã được biết đến từ năm 1261.. Đây là một thành phố công nghiệp với ngành dệt may, đồ uống.